# Gladstone (Nouvelle-Zélande)
Gladstone est une localité faiblement habitée située dans le district de Carterton dans l'Île du Nord de la Nouvelle-Zélande.

## Situation
Elle est localisée sur le trajet du ruisseau Mangahuia Stream près de l’endroit où la rivière Tauweru rejoint le fleuve Ruamahanga.
La ville la plus proche est Carterton située à 15 kilomètres au nord-ouest, et les villages à proximité comprennent Ponatahi vers l’ouest et Longbush vers le sud.

## Toponymie
Elle fut dénommée d’après le Premier ministre du Royaume-Uni William Ewart Gladstone.
Plusieurs autres localités du pays ont aussi été appelées Gladstone : 
- une banlieue d'Invercargill ;
- un village côtier avec une scierie au sud de Greymouth ;
- un hameau à côté du lac Hāwea ;
- et une zone habitée près de la ville de Levin[3].

## Économie
Gladstone est avant tout une communauté agricole formée de fermes et de quelques entreprises viticoles situées dans le secteur.
L’activité viticole est en augmentation dans la mesure où les vignerons prennent en compte les potentiels des sols et du climat pour produire des raisins riches mais de faible productivité.
Gladstone a aussi un certain nombre de petites activités commerciales et d’industries comprenant des cafés, des hébergements et un magasin de charron.
Gladstone Inn, connue des locaux sous le nom de « The Gladdy » est un pub iconique de Gladstone et il fut désigné par vote par l'association Hospitality Association of New Zealand comme étant le meilleur hôtel de la Nouvelle-Zélande en 2006.

## Éducation
L’école de Gladstone est une école primaire locale accueillant environ 100 enfants.
C'est devenu la principale école du secteur depuis la fermeture de l’'école de Longbush, et de Te Whiti en 1968. Sur les dernières décades, l’école a gagné en popularité et prend maintenant en charge des enfants venant de plus loin, y compris de Carterton, Martinborough, et Masterton.

## Sport
Un complexe sportif est localisé dans Gladstone près du pub.
C’est le siège des clubs de la rugby à XV et du hockey sur gazon de Gladstone. Le Wairarapa Pistol & Shooting Sports Club (autrefois dénommé le Wairarapa Pistol Club) a un terrain de tir dans le secteur.

## Mémorial de la Guerre
Trente quatre soldats nés à Gladstone et ses environs et décédés durant les guerres sont commémorés par un petit mémorial situé sur le bord de la route principale allant de Masterton à Gladstone avec un alignement de 36 chênes à leur mémoire. On ne sait pas pourquoi il y a trente six chênes plutôt que trente quatre.

## Personnalité liée à la commune
- Wai Quayle (1950-), évêque anglicane